# Plastic Beach
Plastic Beach es el tercer álbum de estudio de la banda virtual Gorillaz, fue lanzado el 3 de marzo de 2010 en Japón por Virgin Records. Con un estilo menos oscuro que el segundo álbum de Gorillaz Demon Days, Plastic Beach reúne artistas de todos los estilos desde el punk rock hasta el rap, con artistas como los exintegrantes de The Clash, Mick Jones y Paul Simonon, otros como Lou Reed, Mos Def, la Sinfónica ViVA, Snoop Dogg, De La Soul, Bobby Womack, Mark E. Smith, Bashy, Kano, Little Dragon, y el Hypnotic Brass Ensemble.

## Antecedentes
El 17 de septiembre de 2008 en una entrevista de CBC News, Damon Albarn y Jamie Hewlett dejaron escapar que se estaba produciendo el tercer álbum de estudio de Gorillaz. Desde entonces los distintos medios de comunicación han estado siguiendo constantemente los pasos del grupo virtual, creando gran expectativa por parte del público desde mediados del año 2009.
En una entrevista con el diario británico "The Independent", el 7 de noviembre de 2008, Jamie habló sobre cómo los personajes serán diferentes en el tercer álbum, "Serán los mismos personajes, pero de una manera diferente", señaló.
El 6 de diciembre de 2009, BBC Radio 1 emitió tres demos del álbum: "Electric Shock", "Broken" y "Stylo" (En la página web de la BBC, sin embargo, "Stylo" apareció bajo el nombre de "Binge").
El 27 de noviembre de 2009, durante una entrevista con el diario británico "The Guardian", Damon Albarn confirmó el título del álbum: "Plastic Beach". Albarn también reveló que los músicos Snoop Dogg, Lou Reed, Mos Def, Barry Gibb y Bobby Womack serían parte del álbum.
El 14 de diciembre de 2009, el periódico "Desert Dispatch" con sede en California informó de una sesión de vídeo de Gorillaz que tuvo lugar el domingo, 12 de diciembre de 2009 en Calico Ghost Town, California.ess", como ser el primer sencillo del álbum con una fecha de lanzamiento del 26 de enero de 2010.

## Lanzamiento
El álbum se lanzó por primera vez en Japón, el 3 de marzo de 2010, más tarde, el 8 de marzo, se lanzó al mercado en el Reino Unido, dónde debutó en la segunda posición de las listas de popularidad vendiendo 100,000 copias en su primera semana. En los Estados Unidos debutó por primera vez el siguiente día, el 9 de marzo, en la segunda posición de Billboard 200 vendiendo 200,000 copias en su primera semana, 70,000 de las cuales fueron distribuidas digitalmente. En Francia el álbum debutó en la 3.ª posición.
El 26 de marzo el álbum ya había vendido aproximadamente 377,000 discos en todo el mundo siendo así uno de los álbumes más esperados del año 2010.

### Sencillos
- «Stylo»
- «Superfast Jellyfish»
- «On Melancholy Hill»
- «Rhinestone Eyes»
- «Doncamatic»

## Lista de canciones
| N.º   | Título                                                                                     | Duración |  |
| 1.    | «Orchestral Intro»                                                                         | 1:09     |  |
| 2.    | «Welcome to the World of the Plastic Beach» (con Snoop Dogg e Hypnotic Brass Ensemble)     | 3:34     |  |
| 3.    | «White Flag» (con Kano, Bashy y The Lebanese National Orchestra for Oriental Arabic Music) | 3:42     |  |
| 4.    | «Rhinestone Eyes»                                                                          | 3:19     |  |
| 5.    | «Stylo» (con Bobby Womack y Mos Def)                                                       | 4:30     |  |
| 6.    | «Superfast Jellyfish» (con Gruff Rhys y De La Soul)                                        | 2:54     |  |
| 7.    | «Empire Ants» (con Little Dragon)                                                          | 4:42     |  |
| 8.    | «Glitter Freeze» (con Mark E. Smith)                                                       | 4:01     |  |
| 9.    | «Some Kind of Nature» (con Lou Reed)                                                       | 2:59     |  |
| 10.   | «On Melancholy Hill»                                                                       | 3:52     |  |
| 11.   | «Broken»                                                                                   | 3:16     |  |
| 12.   | «Sweepstakes» (con Mos Def y Hypnotic Brass Ensemble)                                      | 5:20     |  |
| 13.   | «Plastic Beach» (con Mick Jones y Paul Simonon)                                            | 3:47     |  |
| 14.   | «To Binge» (con Little Dragon)                                                             | 3:55     |  |
| 15.   | «Cloud of Unknowing» (con Bobby Womack y sinfonía ViVA)                                    | 3:05     |  |
| 16.   | «Pirate Jet»                                                                               | 2:32     |  |
| 56:43 |                                                                                            |          |  |

| Bonus Tracks Japan Edition |                                    |              |          |  |
| N.º                        | Título                             | Escritor(es) | Duración |  |
| 17.                        | «Pirate's Progress» (Instrumental) | Gorillaz     | 4:03     |  |
| 18.                        | «Stylo» (Music Video)              | Gorillaz     | 5:02     |  |
| 65:51                      |                                    |              |          |  |

| iTunes Deluxe Edition |                                                       |              |          |  |
| N.º                   | Título                                                | Escritor(es) | Duración |  |
| 17.                   | «Pirate's Progress» (Instrumental)                    | Gorillaz     | 4:03     |  |
| 18.                   | «Three Hearts,Seven Seas,Twelve Moons» (Instrumental) | Gorillaz     | 2:14     |  |
| 19.                   | «Stylo» (con Mos Def y Bobby Womack)                  |              |          |  |
| 68:05                 |                                                       |              |          |  |

## Listas de ventas
| Listas (2010)                                         | Mejor posición |
| ----------------------------------------------------- | -------------- |
| ARIA Charts                                           | 1              |
| Austrian Albums Charts                                | 1              |
| Ultratop 50                                           | 1              |
| Canadian Albums Chart                                 | 3              |
| International Federation of the Phonographic Industry | 6              |
| Danish Albums Chart                                   | 1              |
| Syndicat National de l'Édition Phonographique         | 2              |
| German Albums Chart                                   | 3              |
| Icelandic Albums Chart                                | 4              |
| Irish Albums Chart                                    | 4              |
| Federation of the Italian Music Industry              | 12             |

| Listas (2010)                                 | Mejor posición |
| --------------------------------------------- | -------------- |
| AMPROFON                                      | 10             |
| MegaCharts                                    | 8              |
| Recording Industry Association of New Zealand | 4              |
| VG-lista                                      | 6              |
| Polish Music Charts                           | 7              |
| Portuguese Albums Chart                       | 4              |
| Sverigetopplistan                             | 10             |
| Swiss Music Charts                            | 2              |
| UK Albums Chart                               | 2              |
| Billboard 200                                 | 2              |